# Traite des Amérindiens de Caroline
La Traite des Amérindiens de Caroline, au cours de la période 1670 à 1715, est une réalité historique apparue plus tard que la traite négrière en raison d'effectifs moins nombreux et de sources plus difficiles à recouper pour les historiens. Les raids opérés par les colons jusqu'en Floride espagnole et jusqu'au Mississippi, ont contribué à rapidement dépeupler le sud de la Caroline et la Géorgie.
La traite des Amérindiens de Caroline, pour la plupart expédiés aux Antilles dans les plantations de sucre, y compris des plantations françaises, aurait représenté au total 24 000 à 51 000 Indiens, selon l'historien américain Alan Gallay et se serait atténuée en 1715, lorsque les différentes tribus visées ou impliquées se sont alliées lors de la guerre de Yamasee, qui a amené les négociants blancs à réinvestir les fonds engrangés dans l'importation d'esclaves noirs déportés d'Afrique, le coût des traversées ayant par ailleurs diminué. Selon Alan Gallay, l'argent de ce trafic a été réinvesti dans le développement des plantations de riz de Caroline.

## Les origines: l'émigration des Westos et l'arrivée de colons de laBarbade

### Le commerce de la peau de daim
La peau de daim était très recherchée par les Britanniques de la colonie de Charleston, ce qui les plaça assez rapidement dans des situations de conflit avec les populations indiennes des alentours, tandis qu'un certain nombre d'entre eux, venus de la colonie sucrière de la Barbade étaient familiarisés avec l'esclavage. De ce fait, les Indiens Chicachas commencèrent à fournir des esclaves aux Britanniques pour s'enrichir et avoir un avantage sur leurs ennemis chactas. 

### La première guerre entre les tribus Westos et les Savannas
Dès 1680, éclata une première guerre entre les tribus Westos et les Savannas, qui habitaient les parties méridionales de la province de Caroline, non loin de la rivière Savannah, actuelle frontière avec l'État de Géorgie. 
Les sources espagnoles font état de 500 à 2 000 Indiens Westos, détenteurs d'armes à feu qui leur auraient été fournies par des colons de Virginie, en échange d'esclaves, et qui auraient été contraints à deux migrations successives, en provenance du Nord, qui les amènent jusqu'au niveau de la colonie de Charleston. 
Une partie des indiens fut contraint de quitter le pays. Les autres firent la paix avec les propriétaires l'année suivante et tous les naturels qui résidaient jusqu'à la distance de 40 milles de Charleston, se mirent sous leur protection.
Les missions espagnoles de Guale et Mocama, en Georgie, sont particulièrement touchées par les raids des Westos. L'arrivée des Westos dans la région coïncide avec la création de Charleston.

## La prudence des Lord propriétaires conduit à amender la charte de 1663
Les huit Lord propriétaires de Caroline, qui avaient plutôt prévu un développement de plantations à partir de l'importation d'esclaves noirs, se sont inquiétés de ce commerce qui menaçait la stabilité militaire de leurs possessions. Dès 1669, ils édictent des amendements à leur charte de 1663, pour préciser que les Européens doivent se tenir à distance d'au moins deux miles et demi des campements indiens et n'ont pas le droit de revendiquer des terres indiennes par l'achat ou le don. 
Dès décembre 1675 un rapport du Grand conseil des colons de Charleston  explique les raisons de la commercialisation d'amérindiens réduits en esclavage, en soulignant qu'il s'agit d'ennemis des tribus indiennes amies, et donc que leur vente concerne des indiens déjà prisonniers, sans remettre en cause la stabilité des relations de la colonie avec son environnement. 
En avril 1677, de nouvelles règles interdisent pour sept ans toute relations commerciale avec les Espagnols et tribus Westos vivant au-dessous de Port Royal (Indian Slavery in Colonial America, Alan Gallay, page 120).
En 1680, ils demandent aux colons d'assurer des règles assurant aux amérindiens les mêmes droits que les blancs.

## Charleston devient un repaire de pirates
Le gouverneur de Caroline du Sud entre 1671 et 1674 est Sir John Yeamans, un planteur de sucre de la Barbade, au moment où le docteur Henry Woodward signe des contrats importants pour l'achat de captifs avec les tribus d'indiens Westos. 
Il lui signe même des ordres de mission pour partir vers les terres de Virginie où se trouvent alors encore une partie des indiens Westos, tout en informant Joseph West, témoignant de l'implication des dirigeants de la colonie dans la traite des indiens, très tôt après sa fondation en 1670, et dans le but de la capter à leur profit(Indian Slavery in Colonial America, Alan Gallay, page 105).
Pour rester rentable, le commerce des esclaves amérindiens doit rester contrôlé entre peu de mains, afin de ne pas faire monter le prix d'achat des esclaves ou baisser leur prix de vente. Il doit aussi s'effectuer à l'insu des propriétaires britanniques, ce qui plonge la colonie de Charleston dans les années 1680 dans une période de violence et de répression de la part des dirigeants de la colonie, qui emprisonnent leur rivaux. 
Une partie d'entre eux sont des pirates chargés de l'acheminement des esclaves amérindiens vers les plantations sucrières des Antilles, alors en pleine expansion.